# Flytten av Wimbledon FC till Milton Keynes

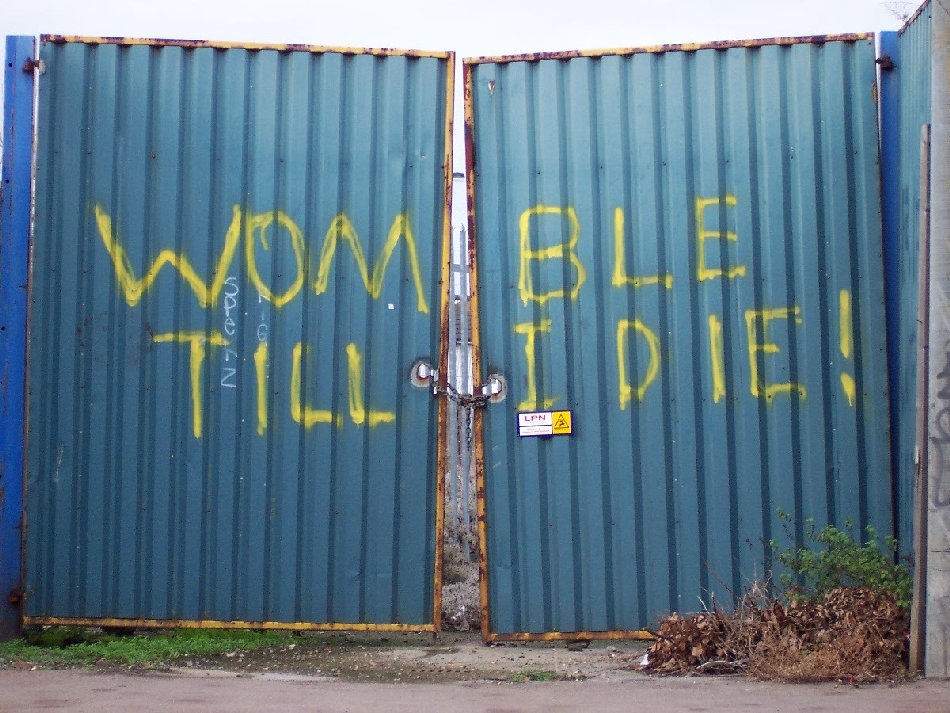
Bild från 2006 föreställande graffiti på grindarna till Wimbledon FC:s gamla hemmaarena Plough Lane med budskapet Womble Till I Die!. Detta anspelar på att Wimbledons fans kallar sig för Wombles.

Flytten av Wimbledon FC till Milton Keynes var en uppmärksammad och kontroversiell händelse inom engelsk fotboll som ägde rum i september 2003 och som innebar att fotbollsklubben Wimbledon FC från London permanent flyttade sin verksamhet till staden Milton Keynes i Buckinghamshire cirka 80 km norr om London och ombildades som Milton Keynes Dons FC sedan det engelska fotbollsförbundet givit sitt tillstånd till detta.
Det var första, och hittills enda, gången som en engelsk fotbollsklubb har fått tillstånd att flytta från sin gamla hemmabas till en helt ny stad.

## Bakgrund
Wimbledon FC grundades 1889 i stadsdelen Wimbledon i sydvästra London. Klubben var en framgångsrik amatörklubb under många år innan man 1977 blev professionell och invald i The Football League. Under första halvan av 1980-talet klättrade klubben snabbt i seriesystemet och 1986 gick man upp i division 1 (dagens Premier League) för första gången. 1988 vann klubben mycket överraskande FA-cupen. 
1991 tvingades klubben flytta från sin gamla hemmaarena Plough Lane, då denna inte uppfyllde det engelska fotbollsförbundets allt strängare krav på fotbollsarenor, och flytta till Selhurst Park som man kom att dela med Crystal Palace i tolv år. Under 1990-talet var klubben ett stabilt mittenlag i Premier League men fick successivt allt svårare att konkurrera ekonomiskt med andra större Londonklubbar. Den dåvarande ägaren Sam Hammam började då se sig om efter möjligheter att flytta klubben till en annan stad, men alla dessa försök misslyckades och 1997 sålde Hammam klubben till de två norska affärsmännen Bjørn Rune Gjelsten och Kjell Inge Røkke. Trots att de nya ägarna hade ambitionerna att göra Wimbledon till en storklubb och investerade stora summor pengar i klubben fortsatte resultaten att bli sämre och säsongen 1999/2000 åkte man ur Premier League. Under säsongerna som följde misslyckades klubben med att ta sig tillbaka till Premier League och fick svåra ekonomiska problem när ägarna inte längre ville investera i klubben i samma utsträckning som tidigare.

## Flytten till Milton Keynes
År 2000 utnämnde ägarna  Gjelsten och Røkke, som nu börjat visa intresse för att sälja klubben, Charles Koppel till ny ordförande. Samtidigt som detta skedde uppvaktades Wimbledons styrelse av affärsmannen Pete Winkelman med ett förslag om att flytta fotbollsklubben till staden Milton Keynes norr om London. Winkelman ledde ett konsortium i Milton Keynes som ville utveckla stadens näringsliv. I konsortiet ingick ett flertal företag samt ett bolag med rättigheter att bygga en toppmodern fotbollsarena i staden, som dock saknade en egen fotbollsklubb på professionell nivå. Winkelman letade därför efter en redan existerande fotbollsklubb att köpa upp och sedan flytta till staden. Han hade tidigare presenterat liknande förslag för ett flertal andra klubbar, bland andra Barnet, Luton, Queens Park Rangers och Crystal Palace, dock utan framgång. Liknande försök att locka en redan existerande fotbollsklubb till staden hade även gjorts på 1970- och 80-talet, dock utan större framgång. Bland annat hade man då förhandlat med både Wimbledon, Luton samt med Charlton.
Den 2 augusti 2001 meddelade Koppel att han och Winkelman hade kommit överens om att Wimbledon FC skulle flytta sin verksamhet till Milton Keynes med motiveringen att den ekonomiska potentialen ansågs vara större där och att klubben skulle riskera att gå i konkurs om detta inte skedde. Reaktionerna från klubbens supportrar blev starka och omfattande demonstrationer mot flytten arrangerades. När The Football League avslog Koppels och Winkelmans ansökan om tillstånd att flytta klubben såg det ut som att projektet hade misslyckats men Koppel och Winkelman överklagade beslutet vilket resulterade i att det engelska fotbollsförbundet (FA) tillsatte en oberoende kommission bestående av tre ledamöter som fick i uppdrag att utreda om tillstånd för flytten skulle ges eller inte. Den 28 maj 2002 meddelade kommissionen att man med omröstningen två mot en hade beslutat att rekommendera att flytten till Milton Keynes skulle godkännas. Trots att både FA och The Football League opponerade sig mot beslutet valde FA att inte gå emot kommissionens rekommendation och gav Koppel och Winkelman tillstånd att genomföra flytten. Majoriteten av klubbens supportrar valde då att lämna klubben i protest och bildade istället en ny fotbollsklubb, AFC Wimbledon, vilket resulterade i att Wimbledon FC var nära att gå i konkurs. Detta undviks endast genom att Winkelman sköt in stora mängder kapital i klubben.
I september 2003 flyttade Wimbledon FC slutgiltigt till Milton Keynes och under våren 2004 bytte klubben namn till Milton Keynes Dons FC. Samtidigt löste Winkelmans konsortium klubbens skulder och köpte därmed i praktiken upp klubben. Flytten och namnbytet blev mycket kontroversiellt och ifrågasatt, i synnerhet från andra fotbollssupportrar som var kritiska mot att FA lät ekonomiska intressen avgöra en fotbollsklubbs hemvist.
Idag spelar både AFC Wimbledon och Milton Keynes Dons i League One.